# 艾利毛鱷屬
艾利毛鱷屬（屬名：Eremosuchus）是鱷形超目西貝鱷類的一屬，化石發現於阿爾及利亞的El Kohol地層，地質年代相當於始新世。牠們的牙齒側向扁平、有鋸齒狀邊緣。
在1989年被命名時，艾利毛鱷被歸類於Trematochampsidae科，但同時也被認為是波羅鱷科的近親。當時是根據頭顱骨的一些特徵，而被歸類於Trematochampsidae科，例如：側向扁平的牙齒、下頜聯合處寬廣而凹陷。但近年發現，這些特徵並不僅限於Trematochampsidae科，某些西貝鱷類也有這些特徵，例如：波羅鱷、西貝鱷。艾利毛鱷的上隅骨，有構成頭顱-下頜關節的一部分，許多基礎型中真鱷類也有這個特徵。近年的種系發生學研究，多將艾利毛鱷歸類於西貝鱷類。艾利毛鱷被歸類於西貝鱷類的基礎物種，而沒有歸類於西貝鱷類的任何一科。艾利毛鱷被認為是佩文切鱷的近親。